# Katarzyna Otmianowska-Mazur
Katarzyna Anna Otmianowska-Mazur, née le 16 novembre 1957 à Lublin et morte le 14 juillet 2020 à Cracovie, est une astronome polonaise, professeure postdoctorale étudiant les champs magnétiques dans les galaxies et développant leurs modèles numériques, professeure retraitée à la Faculté de physique, d'astronomie et d'informatique appliquée à l'université Jagellonne.

## Biographie
Katarzyna Otmianowska-Mazur est diplômée de l'école secondaire No. Hetman Jan Zamoyski à Lublin, puis a commencé des études d'astronomie à l'université Jagellonne, dont elle a obtenu en 1981 une maîtrise en astronomie. La même année, elle est employée à l'Observatoire astronomique de l'université Jagellonne (pl) en tant qu'assistante. Initialement, elle a été impliquée dans l'étude des étoiles variables et a co-édité l'almanach astronomique de l'observatoire. Elle s'est intéressée au magnétisme de l'environnement interstellaire dans les galaxies spirales. À partir d'observations radioastronomiques des galaxies, elle a développé leurs modèles numériques. Les résultats de ces travaux sont résumés dans sa thèse de doctorat soutenue en 1993,.
Après son doctorat, elle a initié la création d'un groupe de recherche portant sur la modélisation numérique des galaxies. Après l'obtention du diplôme universitaire de docteur habilité en 2004, elle a promu deux docteurs qui, sous sa direction, sont devenus des spécialistes de la modélisation numérique des processus magnétohydrodynamiques. Elle a obtenu plusieurs bourses pour ses recherches, ce qui a permis de financer l'extension de la base informatique de l'Observatoire. En 2012, elle obtient le titre de professeur de sciences physiquesr. Elle a travaillé comme professeure associée à l'Observatoire astronomique de la Faculté de physique, d'astronomie et d'informatique appliquée de l'Université Jagellonne.
En 1999, elle est devenue directrice adjointe de l'Observatoire astronomique de l'université Jagellonne pour les affaires étudiantes. Au cours des deux mandats suivants (2005-2012), elle a été directrice de l'Institut de l'Observatoire astronomique de l'université Jagellonne. Au cours de son second mandat, l'Observatoire astronomique de l'université Jagellonne a obtenu la possibilité de financer la construction de trois stations de l'interféromètre radio basse fréquence européen LOFAR en Pologne. À la suite de ce projet, ces stations ont été incluses dans LOFAR 2015,. Il s'agissait des stations suivantes : l'université Jagellonne près de Cracovie (Łazy), l'université de Warmie et Mazurie près d'Olsztyn (Bałda) et le Centre de recherche spatiale de l'Académie polonaise des sciences près de Poznań (Borówiec),.
Elle était membre de l'Union astronomique internationale, de l'Union internationale des sciences radio (elle était présidente de la Commission polonaise de radioastronomie) et de la Société astronomique de Pologne,.